# Cristina Hidalgo
Cristina María Hidalgo Berry (Guayaquil, 5 de abril de 1997) es una modelo ecuatoriana y titular del concurso de belleza Miss Ecuador 2019 que fue coronada el 19 de julio de 2019 en Guayaquil. Ella representó a Ecuador en el certamen Miss Universo 2019.

## Vida personal
Cristina María Hidalgo Berry nació el 5 de abril de 1997 en Guayaquil, Provincia de Guayas. Actualmente es modelo profesional y también estudia Relaciones Públicas en la Universidad Casa Grande. Su disciplina proviene de su afición al tenis.
A Hidalgo también le gusta ofrecerse como voluntaria para trabajo social en hospitales y ayudar a los más necesitados.
El 28 de marzo de 2020, se confirmó a través de una publicación de su cuenta oficial de instagram que ella y sus padres dieron positivo para COVID-19.

## Carrera
Hidalgo compitió en el concurso de Miss Ecuador 2019 el 19 de julio de 2019, celebrada en el Teatro Centro de Arte Léon Febres-Cordero en Guayaquil representando a  Guayas, donde ganó el título. Su corte incluyó a Alegría Tobar de  Pichincha quién ganó el título de Miss Internacional Ecuador 2019 y Sonia Luna del  Guayas como la primera finalista. Fue coronada por la titular saliente Virginia Limongi de  Manabí y Miss Ecuador 2018. Como ganadora del título, Hidalgo representará a Ecuador en el concurso de Miss Universo 2019 donde Catriona Gray de Filipinas coronó a su sucesora al final del evento.